# Nowy cmentarz żydowski w Tyczynie
Nowy cmentarz żydowski w Tyczynie – został założony w przypuszczalnie w XIX wieku i zajmuje powierzchnię 0,03 ha na której - wskutek dewastacji z okresu III Rzeszy - nie zachowały się żadne nagrobki. Znajduje się na przedmieściu zwanym Niwa.